# Cornelis IJsbrantsz Cussens
Cornelis Cussens, né en 1580, et mort le 24 mai 1618, est un dessinateur et verrier de l'Âge d'Or hollandais .

## Biographie
Cussens est né et mort à Haarlem. Selon Houbraken il est contemporain des frères Crabeth et de Willem Thibaut.
Selon Karel van Mander qui l'appelle Cornelis Ysbrandsz, il est un excellent peintre verrier qui possède des œuvres de Hendrick Goltzius.
Selon le RKD, il est un dessinateur connu pour ses figures.